# Эпиольмеки

Важные археологические памятники эпиольмекской культуры

Эпиольмекская культура — культурная зона в центральной части нынешнего мексиканского штата Веракрус, сосредоточенная в бассейне реки Папалоапан. Эпиольмекская культура существовала примерно с 300 г. до н. э. до 250 г. н. э. Эпиольмекская культура являлась потомком ольмекской, откуда и греческий префикс «-эпи», означающий «после». Хотя эпиольмеки утратили часть достижений прежнего периода, они создали сложный мезоамериканский календарь и систему письменности.

## Эпиольмекская культура в контексте
Восхождение эпиольмекской культуры на западной границе ольмекской культуры совпадает с уменьшением населения на востоке Ольмекской культуры и её упадком в целом. Эпиольмекская культура представляет собой не столько полный разрыв с ольмекской традицией, сколько её постепенное преобразование. К примеру, эпиольмеки использовали многие мотивы ольмекского искусства. Трес-Сапотес, один из крупнейших ольмекских археологических памятников, продолжал существовать при эпиольмеках. Повседневная жизнь нижних слоёв продолжалась в основном, как и прежде: натуральное земледельческое хозяйство, случайные охота и рыболовство, мазаные дома с соломенными крышами и хранилища в виде колоколов.
С другой стороны, для Последнего формативного периода Мезоамериканской хронологии характерен общий упадок торговли и другого межрегионального сотрудничества по всей Центральной Америке, а также заметный упадок использования экзотических предметов престижа, таких, как бусы из нефрита. Как предполагают исследователи, эти экзотические предметы торговли были вытеснены предметами роскоши местного происхождения, такими, как тканая из хлопка одежда и головные уборы в виде башен. С другой стороны, упадок межрегионального сотрудничества не затронул все регионы: в частности, расширилось взаимодействие с культурами вдоль Теуантепекского перешейка, отмечено также повышение импорта обсидиана.
В противоположность более раннему ольмекскому искусству, для эпиольмекского характерна утрата деталей и качества. Керамичесекие фигурки имеют меньше реалистичных деталей, а базальтовые монументы и стелы в Трес-Сапотес были выполнены с меньшим мастерством, грубее, с худшей прорисовкой деталей, чем более ранние памятники из Сан-Лоренсо и Ла-Вента.
На основании децентрализованного размещения групп курганов и монументальных скульптур в Трес-Сапотес предполагается, что иерархия эпиольмеков была менее централизованной, чем у их предков — ольмеков, что, вероятно, отражало наличие скорее совета правителей, расколотого на фракции, чем единого правителя. Подобной гипотезе, однако, противоречат сюжеты эпиольмекского искусства (см. ниже).

## Эпиольмекское скульптурное искусство

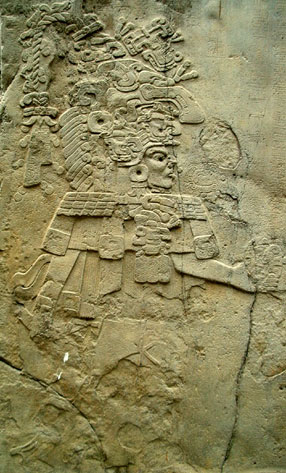
Стела из Ла-Мохары 1 с изображением Повелителя гор сборщиков урожая

### Сюжеты
В то время как монументы культуры Исапа, существовавшей в то же время в 500 км на юго-восток, изображают мифические и религиозные сюжеты, эпиольмекские памятники изображают исторические события с участием отдельных правителей. Стела из Ла-Мохарры 1, например, изображает правителя в изысканном одеянии и обуви. Согласно переводу сопроводительной надписи, который предложили Дж. Джастесон и Т. Кауфман, правителя звали Владыка горы сборщиков урожая, и надпись рассказывает о его восхождении к власти, войне, солнечном затмении, его собственном кровопускании, совершённом как жертвоприношение (подобная традиция существовала и в других культурах Мезоамерики), и о «жертвоприношении путём пролития крови», возможно, его родственника.
Подобные эпиольмекские монументы, изображающие фигуры в пышных одеяниях и высоких головных уборах включают стелу 1 из Альварадо и стелу 1 из Эль-Месон. В отличие от стелы 1 из Ла-Мохарры, на данных двух памятниках также изображены маленькие фигуры подданных в запуганных позах. На стеле из Альварады также видна повреждённая надпись.
Подобные же монументы, прославляющие правителей, позднее стали обычным явлением в культуре майя на востоке во времена классической эры мезоамериканской хронологии.

## Окончательное преобразование
К 250 году Серро-де-лас-Месас, Ремохадас и ряд других центров далее к северу вдоль побережья современного штата Веракрус затмили Трес-Сапотес. Хотя Трес-Сапотес продолжал существовать и в классическую эру мезоамериканской хронологии, вершина его могущества уже миновала и культуру эпиольмеков вытеснила классическая культура Веракрус.